# Marie-Ève Pelletier (schermitrice)
Marie-Eve Pelletier (11 novembre 1978) è una schermitrice canadese.

## Palmarès
In carriera ha conseguito i seguenti risultati:
- Giochi Panamericani:

Santo Domingo 2003: bronzo nella spada a squadre.